# Bebresj
Bebresj (bulgariska: Бебреш) är ett vattendrag i Bulgarien.   Det ligger i regionen Sofijska oblast, i den västra delen av landet, 60 kilometer nordost om huvudstaden Sofia.
I omgivningarna runt Bebresj växer i huvudsak lövfällande lövskog. Runt Bebresj är det ganska glesbefolkat, med 28 invånare per kvadratkilometer.